# Aeromarine

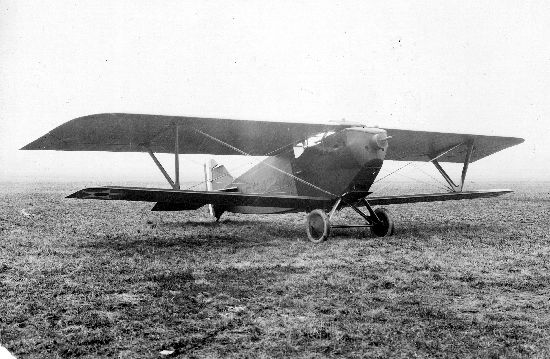
O Aeromarine PG-1.

A Aeromarine Plane and Motor Company foi uma empresa fabricante de aeronaves e motores Norte americana baseada em Nova Jersey. 
Foi fundada por Inglis M. Uppercu e funcionou entre 1914 e 1930. Entre 1928 e 1930, ele era conhecida como Aeromarine-Klemm Corporation.

## Histórico

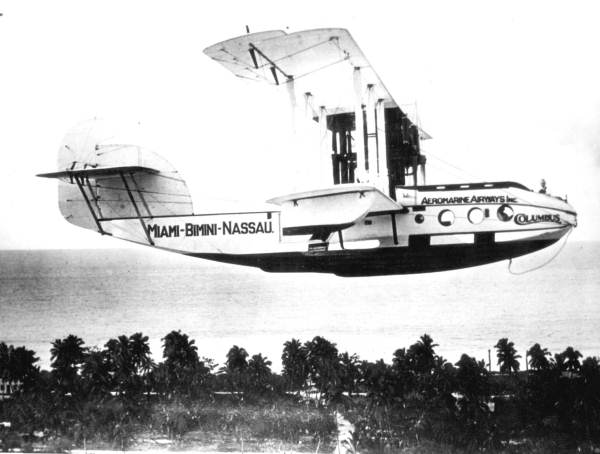
O Aeromarine 75.

As origens da companhia remontam à 1908, quando Uppercu começou a financiar experimentos aeronáuticos por intermédio de uma pequena empresa em Keyport, Nova Jérsei. Em 1914, a Aeromarine foi efetivamente fundada em Keyport tendo Upperçu como presidente.
A Aeromarine basicamente construiu hidroaviões militares, sendo os mais significativos, os modelos: 39 e 40.
A empresa estabeleceu novos patamares para a aviação comercial oferecendo voos regulares.
Em 1928, a companhia sofreu uma reorganização passando a se chamar Aeromarine-Klemm Corporation, e começou a produzir aviões da Leichtflugzeugbau Klemm, até que a Grande Depressão forçou o seu fechamento em 1930.
A empresa também construiu motores aeronáuticos. Depois que ela encerrou as atividades, a produção dos motores teve prosseguimento pela Uppercu-Burnelli Corporation.

## Produtos

### Aviões
| Nome do modelo        | Primeiro voo | Quantidade construída | Tipo                                                       |
| --------------------- | ------------ | --------------------- | ---------------------------------------------------------- |
| Aeromarine Model B    | 1910         | xx                    | Canard                                                     |
| Aeromarine xx         | 1914         | xx                    | Canard                                                     |
| Aeromarine 39         | 1917         | 50                    | Treinador de dois lugares (terra ou água)                  |
| Aeromarine M-1        | 1917         | 6                     | Treinador avançado                                         |
| Aeromarine 700        | 1917         | 2                     | Bombardeiro experimental de torpedos, com motor Aeromarine |
| Aeromarine DH-4B      | 1917         | 125                   | Conversão do DH-4                                          |
| Aeromarine 40         | 1918         | xx                    | Hidroavião de treinamento biposto                          |
| Aeromarine 50         | 1919         | xx                    | Hidroavião - Limo                                          |
| Aeromarine ML         | 1920         | xx                    | Experimental                                               |
| Aeromarine A.S.       | 1920         | 3                     | Hidroavião de caça - Ship's Scout                          |
| Aeromarine S.S.       | 1920         | 3                     | Hidroavião de caça - Sea Scout                             |
| Aeromarine NBS-1      | 1920         | 25                    | Bombardeiro Martin                                         |
| Aeromarine 60         | 1920         | xx                    | Hidroavião                                                 |
| Aeromarine 80         | 1920         | 1                     | Conversão                                                  |
| Aeromarine 85         | 1920         | 1                     | Conversão                                                  |
| Aeromarine WM         | 1922         |                       | Avião para correio aéreo                                   |
| Aeromarine Sportsman  | 1922         |                       | Avião para correio aéreo                                   |
| Aeromarine PG-1       | 1922         | 3                     | Ataque ao solo                                             |
| Aeromarine 52         | 1922         | xx                    | Transporte civil                                           |
| Aeromarine 55         | 1922         | xx                    | Transporte civil                                           |
| Aeromarine L.D.B XII  | 1923         | xx                    | Bombardeiro                                                |
| Aeromarine L.D.B XIII | 1923         | xx                    | Bombardeiro                                                |
| Aeromarine 75         | 1923         | 8                     | Conversão                                                  |
| Aeromarine AM-1       | 1923         | 1                     | Avião para correio aéreo                                   |
| Aeromarine AM-3       | 1923         | 1                     | Avião para correio aéreo                                   |
| Aeromarine AMC        | 1924         | 1                     | Hidroavião de passageiros                                  |
| Aeromarine AM-2       | 1924         | 1                     | Avião para correio aéreo                                   |
| Aeromarine EO         | 1924         | 1                     | Avião esportivo                                            |
| Aeromarine AT         | 1924         | 0                     | Transporte para o exército (proposto)                      |
| Aeromarine ASM        | 1924         | xx                    | Avião esportivo                                            |
| Aeromarine CO-L       | 1924         | xx                    | Avião de observação                                        |
| Aeromarine ADA        | 1924         | xx                    | Avião de agricultura                                       |
| Aeromarine Messenger  | 1924         | 1                     | Experimental                                               |
| Aeromarine BM-1       | 1920s        | Não construído        | Avião para correio aéreo (proposto)                        |

### Motores
- L-6,
- Aeromarine AL
- Aeromarine NAL
- Aeromarine S
- Aeromarine S-12
- Aeromarine AR-3, radial 3, 4.125x4.00=160.37 (2.63L)  40-55 hp@2050-2400rpm (relançado depois como Lenape Papoose)
- Aeromarine AR-3-40
- Aeromarine AR-5
- Aeromarine AR-7
- Aeromarine AL-24
- Aeromarine B-9
- Aeromarine B-45
- Aeromarine B-90
- Aeromarine D-12
- Aeromarine K-6
- Aeromarine L-6 em linha 6, 4.25 x 6.50 = 553.27cu in (9.07l)  130-145 hp @ 1700rpm
- Aeromarine L-6-D (passo fixo)
- Aeromarine L-6-G (passo variável)
- Aeromarine L-8
- Aeromarine RAD
- Aeromarine T-6
- Aeromarine U-6
- Aeromarine U-6-D
- Aeromarine U-8
- Aeromarine U-8-873
- Aeromarine U-8D
- Aeromarine 85hp
- Aeromarine 100hp